# Plagiochasma jamaicense
Plagiochasma jamaicense là một loài rêu trong họ Aytoniaceae. Loài này được A. Evans mô tả khoa học đầu tiên.. Danh pháp khoa học của loài này chưa được làm sáng tỏ. 